# مایکل ردگریو
سر مایکل اسکادامور ردگریو (به انگلیسی: Sir Michael Scudamore Redgrave) (زاده ۲۰ مارس ۱۹۰۸ - درگذشته ۲۱ مارس ۱۹۸۵) هنرپیشه سینما و تئاتر، کارگردان و نویسنده انگلیسی است.
او از معروف‌ترین بازیگران تئاترهای شکسپیر بود که در اغلب آثار این نمایشنامه‌نویس برجسته نقش مقابل لارنس اولیویه بازیگر قدیمی سینما و تئاتر را به عهده داشت.

## فیلم‌شناسی
- زندگی ربوده‌شده (۱۹۳۹)
- منفجرکننده‌های سد - (۱۹۵۵)
- بی‌گناهان - (۱۹۶۱)
- آلیس در سرزمین عجایب - (۱۹۶۶)
- خداحافظ آقای چیپس - (۱۹۶۹)

## مرگ
ردگریو در 21 مارس 1985 در یک آسایشگاه سالمندان در دنهام ، باکینگهامشایر، بر اثر بیماری پارکینسون، یک روز پس از تولد 77 سالگی خود درگذشت. او در کوره‌سوزی مورتلیک سوزانده شد و خاکسترش در باغ سنت پل، کاونت گاردن (کلیسای بازیگران)، لندن پراکنده شد. 